# Scaeosopha betrokensis
Scaeosopha betrokensis is een vlinder uit de familie prachtmotten (Cosmopterigidae). De wetenschappelijke naam van deze soort is voor het eerst geldig gepubliceerd in 2012 door Sinev & Li.
De soort komt voor in tropisch Afrika.